# Задорожний Сергій Іванович
Сергі́й Іва́нович Задоро́жний — полковник Збройних Сил України, учасник російсько-української війни. Лицар ордена Богдана Хмельницького III ст. (2014) та кавалер ордена Данила Галицького (2024).

## Життєпис
Навчався у Мліївській школі.
Станом на листопад 2014 року його частина несла службу в райцентрі Велика Новосілка Донецької області.
Станом на початок грудня 2022 року — командир 121 ОБрТрО.

## Нагороди
- орден Богдана Хмельницького III ст. (14.11.2014) — «за особисту мужність і героїзм, виявлені у захисті державного суверенітету та територіальної цілісності України, вірність військовій присязі»[2];
- Орден Данила Галицького (17.04.2024) — «за особисту мужність і самовідданість, виявлені у захисті державного суверенітету та територіальної цілісності України»[3].